# Julia Krynke
Julia Krynke (ur. 20 listopada 1979 w Opolu) – polska aktorka filmowa, teatralna i telewizyjna, lektorka i muzyk. Na stałe mieszka w Wielkiej Brytanii.

## Życiorys
W latach 1986–1997 uczyła się w Państwowej Szkole Muzycznej I i II stopnia w Opolu w klasie fortepianu i fletu. W 2002 r. ukończyła studia na Wydziale Aktorskim Państwowej Wyższej Szkoły Teatralnej we Wrocławiu. W latach 2001-203 uczyła się w Ośrodku Praktyk Teatralnych „Gardzienice”. Po wyjeździe do Wielkiej Brytanii od 2008 r. uczęszczała do Michael Chekhov Studio w Londynie. Biegle włada językiem angielskim, w stopniu bardzo dobrym opanowała niemiecki, ma też praktyczną znajomość języka hiszpańskiego i rosyjskiego.

## Kariera

### Filmowa
Od 1997 r. zaczęłą występować w produkcjach filmowych, pierwszą z nich był serial „Klan”. W 2001 r. weszła do obsady niemieckiego serialu „Soko Leipzig”, w 2003 r. wystąpiła w kolejnym serialu – „Światła”. Od 2007 r. występowała w irlandzkim serialu „The English Class”. W 2015 r. wystąpiła w filmie „Der Pfarrer und das Mädchen”, gdzie zagrała jedną głównych ról. Również w 2015 r. została zaangażowana do roli w filmie „Avengers: Czas Ultrona”.

### Teatralna
Na deskach teatralnych scen zaczęła występować w 2001 r. w Teatrze Nowym w Poznaniu. W 2002 r. wystąpiła w spektaklu dyplomowym PWST Kraków „Księżniczka na opak wywrócona”. Za rolę Gilety otrzymała I nagrodę aktorską jury, nagrodę publiczności i nagrodę dziennikarzy. W 2002 r. została zatrudniona w Teatrze Polskim w Warszawie, gdzie pracowała do 2003 r. Następnie została zatrudniona Teatrze Nowym w Łodzi, gdzie pracowała w 2008 r. W 2006 r. wystąpiła w irlandzkiej sztuce „The Townlands of Brazil” i zebrała pozytywne recenzje. Kolejnym miejscem jej pracy była Scena Prapremier In Vitro w Lublinie. 

## Wybrana filmografia
Wybrane produkcje filmowe:
| Rok  | Film                              | Rola                                   |
| 2021 | Ridley Road                       | Roza Furstenburg                       |
| 2018 | Smycz                             | Leash                                  |
| 2017 | Bez dokumentów                    | Laura                                  |
| 2016 | Słowo na A                        | Maya Petrenko                          |
| 2015 | Avengers: Czas Ultrona            | Sokovianka                             |
| 2014 | Der Pfarrer und das Mädchen       | Agnieszka                              |
| 2014 | The Game                          | Kobieta w ambasadzie                   |
| 2014 | Line of Duty - Wydział wewnętrzny | Kasia                                  |
| 2012 | Mind Closure                      | Zoe                                    |
| 2011 | Binoculars                        | Sofia                                  |
| 2011 | Lessons in Lifesaving             | Nikki                                  |
| 2010 | Erratum                           | Edyta                                  |
| 2010 | Humane Resources                  | Pracownica działu kadr                 |
| 2008 | Zapach kawy                       | Ruda                                   |
| 2008 | Die Besucherin                    |                                        |
| 2007 | Fałszerze – powrót Sfory          | Żarówa                                 |
| 2007 | The English Class                 | Mela                                   |
| 2007 | Nic się nie goi                   |                                        |
| 2006 | Miasto ucieczki                   | Pielęgniarka                           |
| 2006 | Hotel                             |                                        |
| 2005 | Parę osób, mały czas              | Asystentka Lecha Emfazego Stefańskiego |
| 2003 | Światła                           | Lichter                                |
| 2003 | Ściana                            | Magda                                  |